# Hôtel de Sully
Hôtel de Sully er et hôtel particulier beliggende på rue Saint-Antoine 62 i Le Marais, 4. arrondissement, Paris, Frankrig. Bygningen blev opført i begyndelsen af det 17. århundrede og huser i dag Centre des Monuments Nationaux, den franske nationale organisation med ansvar for kulturarvssteder i Frankrig. Siden 1862 har bygningen været beskyttet som et monument historique af det franske kulturministerium.

## Historie
Hôtel de Sully blev opført, med haver og orangeri, mellem 1624 og 1630 for den rige finansmand Mesme Gallet. Bygningens design tilskrives oftest arkitekten Jean Androuet du Cerceau. Beliggenheden blev valgt for adgangen til Place Royale - i dag Place des Voges. Le Marais var på daværende tidspunkt et særligt fashionabelt område for højadlen; opførelsen af Hôtel de Sully passer ind i den større bevægelse af monumentale bygninger bygget i denne del af Paris.
Maximilien de Béthune, hertug af Sully og tidligere finansminister for Henrik 4. af Frankrig, købte hôtellet, færdigt og fuldt indrettet, den 23. februar 1634. Han overså en omdekorering af bygningen og brugte sine sidste år af sit liv her. Hans barnebarn, også kaldet Maximilien, hyrede nogle arkitekter, højest sandsynligt Simon Lambert og François Le Vau, til at bygge en yderligere fløj i 1660 vest for haven. Hôtel de Sully bærer stadig navnet efter den familie, som ejede bygningen ind i det 18. århundrede.
Ejerskabet af hôtellet skiftede hænder flere gange og blev en investeringsejendom i det 19. århundrede. Forskellige tilføjelser og ændringer blev lavet for at tilpasse bygningen til handel, arbejdsfolk og andre lejere. I 1944 blev bygningen statsejet. Et langt restoreringsprogram blev iværksat på det tidspunkt, som blev afsluttet med reparationen af orangeriet i 1973.
Siden 1967 har bygningen huset Caisse Nationale des Monuments Historiques et des Sites, som i 2000 blev til Centre des Monuments Nationaux. Dette organ under det franske kulturministerium har til at ansvar at føre tilsyn med og administrere historiske bygninger og monumenter i statens varetægt.

## Galleri
- Façade mod rue Saint-Antoine
- Hovedbygningen fra den indre gård
- Allegoriske relieffer af Jean Goujon; til venstre, Efterår, til højre, Vinter
- Detalje af det østlige galleri
- Hovedporten fra den indre gård
- Nordlige façade mod haven
- Have og organgeri
- Orangeriets solur

## Eksterne links
- Hôtel de Sully, Centre des monuments nationaux (engelsksproget hjemmeside)

48°51′16″N 2°21′50″Ø / 48.85458°N 2.36378°Ø